# Кызыл-Калинский могильник
Кызыл-Калинский могильник — могильник позднекобанской культуры к югу от аула Кызыл-Кала Усть-Джегутинского района Карачаево-Черкесской Республики (Россия). Относиться к ранне-железной эпохе на Кавказе и датируется VI веком до н. э.. Сделанные здесь археологические находки подтверждают теорию, что в позднекобанский период эта культура испытывали значительное влияние вторгавшихся сюда с севера скифов — найденные здесь украшения и глиняные сосуды кобанского типа, а оружие и принадлежности конской упряжи — подобные скифским.

## Исследования
Могильник был обнаружен в 1960 году экспедицией КЧНИИ в двух километрах к югу от аула Кызыл-Кала. Раскопки производились с западной стороны скалы на которой находилась башня XV века Гошаях-Кала. Первоначально, получая сообщения о находках местными жителями древних артефактов (цветных бус, обломков железных и бронзовых предметов, глиняных сосудов), исследователи предположили о существовании здесь остатков поселения кобанской культуры. Однако, в результате археологических изысканий было обнаружено только кладбище кобанцев, разграбленное ещё в древности. Описание могильника составила кавказовед Е. П. Алексеева, вошедшее в изданную в начале 1960-х годов книгу «Карачаевцы и балкарцы древний народ Кавказа».

## Характеристика захоронений
Внешне Кызыл-Калинский могильник представлял из себя комплекс выкладок из крупных камней, прямоугольных, квадратных, реже овальных в плане. Размеры — от 5×5 м до 1,5×1 м, ориентированы кладки с востока на запад, реже — с юга на север. После снятия дёрна были обнаружены в одних случаях мелкие, в других крупные камни, заполнявшие выкладки внутри. Толщина их слоя — до полуметра, глубина самих могил — 0,6-0,8 м. Судя по найденным на дне могил обломкам человеческих костей — взрослых и детей, а также костям коня (главным образом найдены конские зубы), исследователи предполагают, что каждая такая могила являлась коллективным захоронением группы родственников, причём вместе с погребёнными клали голову коня. Также умершим оставляли пищу и питье, которые помещали в мисочки и кувшинчики. Найденные осколки таких сосудов — лепные, из серой и коричневой глины, встречаются украшенные налепами в виде овальных в плане шишечек, на бортиках могут быть врезанные косые линии, иногда образующие рисунок-«ёлочку».

## Археологические находки
Множество артефактов найденных в Кызыл-Калинском могильнике представляют интерес для исследователей. Здесь были найдены раковины каури средиземноморского происхождения (лат. Cypraea moneta), со срезанными спинками. Известно, что такие раковины в древности часто использовались в качестве денег. Обнаружены различные наконечники стрел: бронзовые — втульчатые листовидные двухлопастные, трёхлопастные и трёхгранные, часто с острым шипом на втулке; железные — трёхпёрые втульчатые. Другие железные предметы представлены принадлежностями конской упряжи — трёхпетельные трензеля — псалии и кольчатые удила; железными ножами-бритвами, булавками в виде стерженька с овальным расширением, в котором пробито круглое отверстие. Из украшений обнаружены различные бусы — из пасты кремового цвета с белыми разводами, отлитые из бронзы в виде вазочек, иногда — ажурные. Найдены амулеты кобанцев — медные головки баранов и медведей. В могиле № 2, в северо-западном углу Кызыл-Калинского могильника, под камнем найден тайник с 37-ю бронзовыми и 18-ю железными наконечниками стрел, также здесь обнаружены несколько крупных бронзовых бус, бронзовая головка барана, две бронзовые головки медведей и другие предметы.